# Сторожевский район
Сторожевский район — административно-территориальная единица в составе АО Коми (Зырян) и Коми АССР, существовавшая в 1929—1961 годах. Центром района было село Сторожевск.
Сторожевский район был образован в 1929 году в составе АО Коми (Зырян).
В 1939 году из Сторожевского района в Корткеросский район был передан Пезмогский с/с.
По данным переписи 1939 года в Сторожевском районе проживало 19 608 чел., в том числе 88,4 % — коми, 8,1 % — русские, 1,4 % — украинцы.
По данным 1940 года Сторожевский район включал 10 с/с: Аныбский, Богородский, Большелугский, Важкурский, Вомынский, Керосский, Небдинский, Нившерский, Подъельский и Сторожевский.
В конце 1961 года Сторожевский район был упразднён, а его территория передана в Усть-Куломский район.